# Deutsches Meisterschaftsrudern 1996
Das 107. Deutsche Meisterschaftsrudern wurde 1996 in Essen ausgetragen. Wie im Vorjahr wurden in 23 Bootsklassen Medaillen vergeben, davon 14 bei den Männern und 9 bei den Frauen.

## Medaillengewinner

### Männer
| Bootsklasse                           | Gold | Silber | Bronze |
| ------------------------------------- | --- | --- | --- |
| Einer                                 | Thomas Lange (Ratzeburger RC) | Enno Ulrichs (RC Allemannia von 1866 Hamburg) | André Mücke (Potsdamer RG) |
| Doppelzweier                          | Rgm. Breisacher RV / RC Allemannia von 1866 Hamburg Sebastian Mayer Roland Opfer | Rgm. RC Magdeburg / SC Berlin-Grünau Marco Geisler Marcel Hacker | Rgm. Ratzeburger RC / ORC Rostock von 1956 Jens Burow Marko Schwalbe |
| Zweier ohne Steuermann                | Rgm. Ratzeburger RC / Dresdner RC 1902 Ingmar Guhl Enrico Schnabel | Rgm. RV Wandsbek / RK am Wannsee Berlin Tobias Rose Bernhard Stomporowski | Limburger CfW Christian Schneider Matthias Kleinz |
| Zweier mit Steuermann                 | Rgm. RC Hansa von 1898 / Dresdner RC 1902 Klaus Ploke Lars Krisch Guido Groß (Stm.) | Dresdner RC 1902 Dirk Lehmann Jan Pötschke Udo Kühn (Stm.) | Rgm. RTHC Bayer Leverkusen / RV Münster von 1882 / WSV Honnef Stephan Zuther Falko Fugel Jörg Dederding (Stm.) |
| Doppelvierer                          | Rgm. RC Magdeburg / RTHC Bayer Leverkusen / Hallesche Rvg. Böllberg-Nelson / Berliner RC André Steiner Andreas Hajek Stephan Volkert André Willms | Rgm. Berliner RC / SC Berlin / RK am Wannsee Berlin / Koblenzer RC Rhenania Christian Hornemann Stefan Roehnert Andreas Müller Marco Bednarz | Rgm. RV Friedrichshafen / RG Ghibellinia Waiblingen Max von Lüttichau Michael Bauner Stefan Domalski Andreas Schwab |
| Vierer ohne Steuermann                | Rgm. RC Hansa von 1898 / Potsdamer RG / ARC Würzburg / RC Favorite Hammonia Hamburg Ike Landvoigt Stefan Forster Claas-Peter Fischer Stefan Scholz | Rgm. RRG Mülheim / RV Oberhausen / Oldenburger RV / RC Westfalen Herdecke Jens Kleinschmidt Arno Siemes Uwe Steenblock Frank Flörke | Rgm. Limburger CfW / RV Münster von 1882 / RC Hamburg / RG Hansa Hamburg Sebastian Franke Alexander Palfner Philipp Stüer Matthias Kleinz |
| Vierer mit Steuermann                 | Rgm. Berliner RC / Münchener RC von 1880 / RC Hansa von 1898 Sven Ueck Lars Erdmann Robert Engelhorn Heino Zeidler Olaf Kaska (Stm.) | Rgm. Münchener RC von 1880 / RG Wertheim / Berliner RC / Potsdamer RG / RC Hansa von 1898 Henrik Loth Sebastian Thormann Stefan Heinze Kai Horl Guido Groß (Stm.)                                                                                  | Rgm. Heidelberger RK 1872 / Mannheimer RV Amicitia / VWS Mannheim Otto Handel Burkhard Hahn Hans Winter Jens Klein Stefan Adler (Stm.) |
| Achter                                | Rgm. ARC Würzburg / RRG Mülheim / Potsdamer RG / Berliner RC / RK am Baldeneysee Essen / RV Dorsten / Deutscher Ruder-Club von 1884 / RC Hansa von 1898 Wolfram Huhn Mark Kleinschmidt Detlef Kirchhoff Marc Weber Ulrich Viefers Thorsten Streppelhoff Frank Richter Roland Baar Peter Thiede (Stm.) | Rgm. Berliner RC / RC Tegel 1886 Arnold Schulze Holger Derlien Stefan Kötitz Christian Ungemach Sven Ueck Robert Engelhorn Ulrich Britting Johannes-Maria Galandi Olaf Kaska (Stm.)                                                                | Rgm. Potsdamer RG / Münchener RC von 1880 / Berliner RC / Dresdner RC 1902 / RG Wertheim / RC Hansa von 1898 Jörn Kotzur Volker Utesch Klaus Ploke Henrik Loth Sebastian Thormann Kai Horl Stefan Heinze Lars Krisch Guido Groß (Stm.)                                                         |
| Leichtgewichts-Einer                  | Markus Baumann (RG Ghibellinia Waiblingen) | Jan Linketscher (Bonner RG) | Ulf Meyer (Frankfurter RG Sachsenhausen) |
| Leichtgewichts-Doppelzweier           | Rgm. Wormser RC Blau-Weiß / Stuttgarter RG von 1899 Peter Uhrig Ingo Euler | Rgm. Mainzer RV von 1878 / Marbacher RV Frank Günder Bernhard Rühling | Rgm. RC Süderelbe Hamburg / Der Hamburger und Germania Ruder Club Tim Schönberg Dirk Sander |
| Leichtgewichts-Zweier ohne Steuermann | RK am Wannsee Berlin Martin Weis Michael Buchheit | Rgm. Würzburger RV Bayern / Bremer RC Hansa Tobias Müller Oliver Rau | Rgm. Hannoverscher RC von 1880 / RG Wiking Berlin Carsten Lehr Martin Hasse |
| Leichtgewichts-Doppelvierer           | Rgm. Mainzer RV von 1878 / Neusser RV Alexander Lutz Frank Mager Oliver Ibielski Andreas Lutz | Rgm. RK am Wannsee Berlin / Ratzeburger RC / RC Allemannia von 1866 Hamburg / RC Karlstadt 1928 Jan Herzog Kai von Warburg Christian Dahlke Roland Händle                                                                                          | Rgm. RC Undine Radolfzell / RV Rheno-Franconia Frankfurt / RG München 1972 Michael Konsek Jörn Hirsemann Hendrik Bracht Nikolaus Hautsch |
| Leichtgewichts-Vierer ohne Steuermann | Rgm. RK am Wannsee Berlin / RV Wandsbek Tobias Rose Martin Weis Michael Buchheit Bernhard Stomporowski | Rgm. RC Tegel 1886 / ARC Würzburg / Regensburger RTK Axel Schuster Tim Vincke Jan Plock Björn Endruweit | Rgm. Essen-Werdener RC / RC Undine Radolfzell / RC Westfalen Herdecke Markus Heidenreich Björn Spaeter Alex Trost Christian Heine |
| Leichtgewichts-Achter                 | Rgm. Potsdamer RC Germania / RC Witten / Deutscher Ruder-Club von 1884 / RV Wandsbek / RK am Wannsee Berlin / Potsdamer RG Marcus Mielke Stefan Locher Uwe Thomas Maerz Matthias Edeler Teja Töpfer Dirk Jenny Andreas Bech Vladimir Vukelic Eric Klotz (Stm.)                                        | Rgm. Hannoverscher RC von 1880 / RC Tegel 1886 / ARC Würzburg / Regensburger RTK / Dresdner RC 1902 / RG Wiking Berlin Lars Ziegner Thomas Schäfer Martin Hasse Carsten Lehr Axel Schuster Tim Vincke Jan Plock Björn Endruweit Olaf Schulz (Stm.) | Rgm. Gießener RG 1877 / GTRV Neuwied / Frankfurter RG Germania / Limburger CfW / Würzburger RV Bayern / Berliner RC / RG Wiking Berlin / RV Wandsbek / Mainzer RV Carsten Brzesky Anselm Roth Robert Redpath Holger Will Paul Schmidt Boris Hillen Guido Vollrath Peter Weiß Olaf Kaska (Stm.) |

### Frauen
| Bootsklasse                           | Gold | Silber | Bronze |
| ------------------------------------- | --- | --- | --- |
| Einer                                 | Kathrin Boron (Potsdamer RG) | Daniela Molle (RV Wandsbek) | Kristina Mundt (RG Wiking Leipzig) |
| Doppelzweier                          | Potsdamer RG Kerstin Köppen Kathrin Boron | Rgm. RG Hansa Hamburg / RV Wandsbek Daniela Molle Maren Derlien | Rgm. SC Berlin / Potsdamer RG Katrin Rutschow Jana Sorgers |
| Zweier ohne Steuerfrau                | Rgm. RV Saar Undine Saarbrücken / SC Berlin Kathrin Haacker Stefani Werremeier | Rgm. RV Saar Undine Saarbrücken / Ludwigshafener RV von 1878 Andrea Klapheck Kathrin Henker | Rgm. Potsdamer RG / SC Berlin-Grünau Anja Süptitz Julia Sturzenbecher |
| Doppelvierer                          | Rgm. Potsdamer RG / SC Berlin Kathrin Boron Jana Sorgers Katrin Rutschow Kerstin Köppen | Rgm. Hallesche Rvg. Böllberg-Nelson / RC Magdeburg / Preetzer RC / Hanauer RG Angela Schuster Meike Evers Manuela Lutze Jana Thieme | Rgm. Dresdner RC 1902 / Dresdner RV / Potsdamer RG / RC Witten Claudia Blasberg Marita Scholz Manja Kowalski Kristina Erbe |
| Vierer ohne Steuerfrau                | Rgm. RV Saar Undine Saarbrücken / RK am Wannsee Berlin / Ulmer RC Donau Lenka Wech Gerte John Doreen Martin Claudia Barth | Rgm. RV Saar Undine Saarbrücken / SC Berlin / Potsdamer RG / RG Wiking Leipzig Anke Weiler Manuela Bernschneider Kathrin Rehme Antje Maaß | Rgm. RK am Baldeneysee Essen / RRG Mülheim Nicola Schröder Kristina Nolan Birte Siech Pia Coenen |
| Achter                                | Rgm. RV Saar Undine Saarbrücken / Heidelberger RK 1872 / SC Berlin / Frauen-RV Freiweg Frankfurt / Potsdamer RG / Ludwigshafener RV von 1878 / RK am Baldeneysee Essen Kathleen Naser Antje Rehaag Birte Siech Ina Justh Andrea Gesch Dana Pyritz Andrea Klapheck Ute Stange Daniela Neunast (Stf.) | Rgm. RV Saar Undine Saarbrücken / SC Berlin / RK am Wannsee Berlin / Ulmer RC Donau / Potsdamer RG / RG Wiking Leipzig Lenka Wech Gerte John Anke Weiler Manuela Bernschneider Katrin Rehme Antje Maaß Doreen Martin Claudia Barth Doreen Schnell (Stf.) | Rgm. Potsdamer RG / SC Berlin / SC Berlin-Grünau / RG Rotation Berlin / Dresdner RC 1902 Jana Müller Julia Sturzenbecher Sandra Goldbach Antje Süptitz Heike Aßmus Silke Günther Manuela Matthä Yvonne Kielgaß Monique Richter (Stf.) |
| Leichtgewichts-Einer                  | Anika Selle (Potsdamer RG) | Angelika Brand (Karlsruher RV Wiking) | Karin Stephan (Ludwigshafener RV von 1878) |
| Leichtgewichts-Doppelzweier           | Rgm. Deutscher Ruder-Club von 1884 / Gießener RC Hassia Michelle Darvill Ruth Kaps | Rgm. RG Hansa Hamburg / Ruderverein an den Teichwiesen Christiane Weber Constance Ahrendt | Rgm. Frankfurter RG Germania / Hanauer RG 1879 Katja Cadorin Christine Morawietz |
| Leichtgewichts-Vierer ohne Steuerfrau | Rgm. Rendsburger RV / RRG Mülheim / Mainzer RV von 1878 Jutta Schausten Christiane Brand Janet Radünzel Gunda Reimers | Rgm. RG Wetzlar 1880 / RTHC Bayer Leverkusen / Hanauer RG 1879 / Frankfurter RG Germania Katja Cadorin Christine Morawietz Nicole Faust Sonja König | Rgm. RC Tegel 1886 / Rvg. Kappeln / RRG Mülheim Nina Wyzenkiewicz Kerstin Ohm Sonja Köhler Dana Bieler |